# Horodnytsia
Horodnytsia (en ukrainien : Городниця) ou Gorodnitsa (en russe : Городница) est une commune urbaine de l'oblast de Jytomyr, en Ukraine. Sa population s'élevait à 5 249 habitants en 2021.

## Géographie
Horodnytsia est arrosée par la rivière Sloutch. Elle se trouve à 32 km au nord-ouest de Novohrad-Volynskyï, à 79 km au nord-est de Rivne, à 112 km à l'ouest de Jytomyr et à 230 km au nord-ouest de Kiev.

## Histoire
La première mention de Horodnytsia remonte à l'année 1390. Elle a le statut de commune urbaine depuis 1938. Le 24 avril 1945, Ivan  Treïko (Іван Трейко), un commandant de l'Armée insurrectionnelle ukrainienne (UPA), y fut tué au cours d'une bataille avec les troupes du NKVD.

## Population
Recensements (*) ou estimations de la population :
| 1959* | 1970* | 1979* | 1989* | 2001* |
| ----- | ----- | ----- | ----- | ----- |
| 5 362 | 5 651 | 5 676 | 5 864 | 5 604 |

| 2009  | 2010  | 2011  | 2012  | 2013  |
| ----- | ----- | ----- | ----- | ----- |
| 5 467 | 5 483 | 5 470 | 5 471 | 5 478 |

| 2021  | - | - | - | - |
| ----- | - | - | - | - |
| 5 249 | - | - | - | - |

## Transports
Par la route, Horodnytsia se trouve à 27 km de Novohrad-Volynskyï et à 129 km de Jytomyr.